# Vivien Keszthelyi

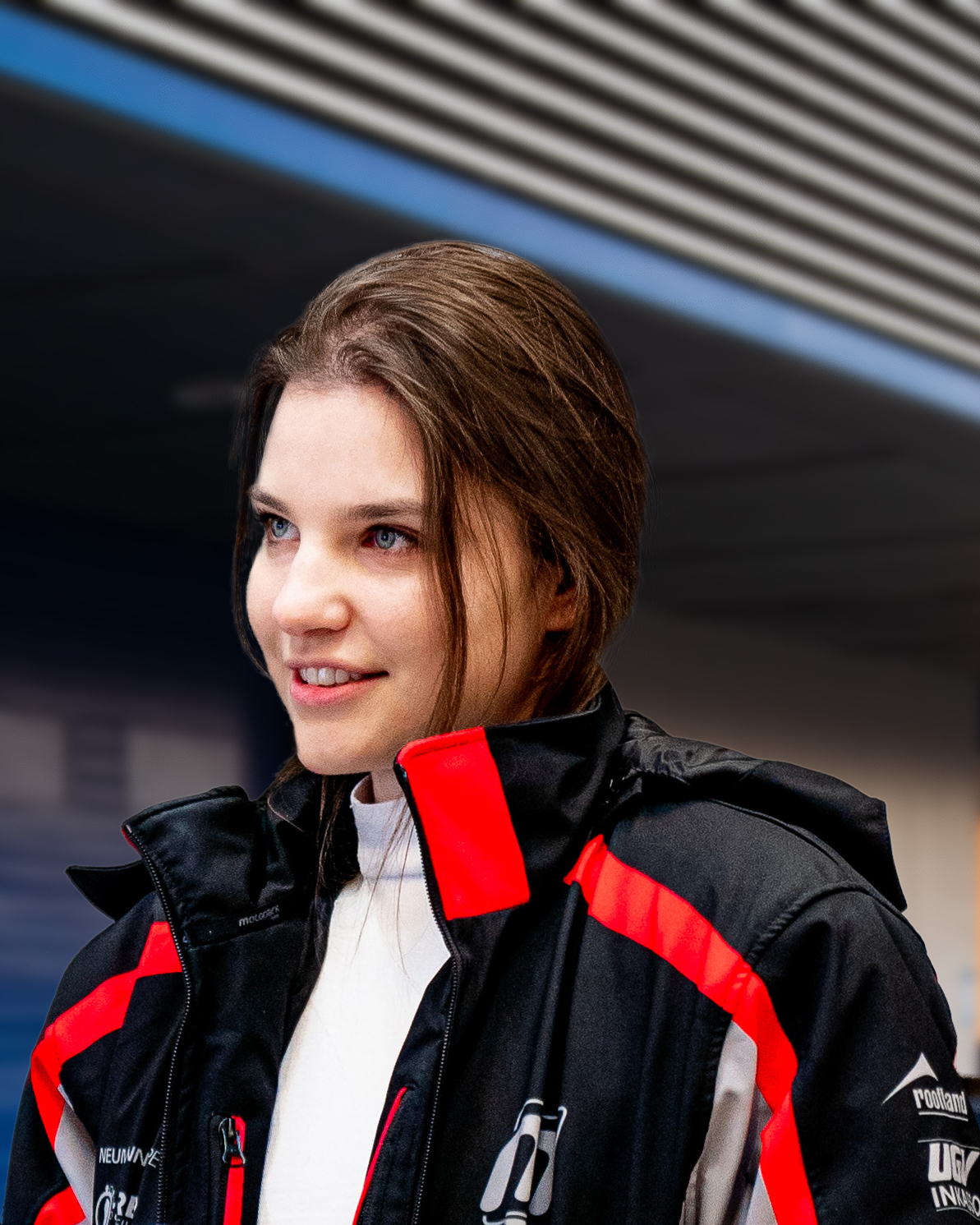
Vivien Keszthelyi in 2020.

Vivien Keszthelyi (Debrecen, 7 december 2000) is een Hongaars autocoureur.

## Carrière
Keszthelyi begon haar autosportcarrière in 2014, toen zij debuteerde in de Europese Swift Cup. Zij had hiervoor een speciale licentie nodig, aangezien zij pas dertien jaar oud was. Zij eindigde uiteindelijk als zesde in het kampioenschap. Tevens werd zij derde in de Junior-klasse en won zij de klasse voor vrouwen. Vanwege haar resultaten werd zij door de organisatie van de Oostenrijkse Swift Cup uitgenodigd voor de seizoensfinale van het kampioenschap, waarin zij de race als vierde eindigde.
In 2015 bleef Keszthelyi rijden in de Europese Swift Cup. Zij won twee races in het algehele kampioenschap op de Pannonia Ring en de Hungaroring. Hierdoor eindigde zij als derde in het kampioenschap. Hiernaast werd zij tweede in de Junior-klasse en werd zij opnieuw kampioen in de klasse voor vrouwen. Aan het einde van het jaar werd zij door Audi opgenomen in hun opleidingsprogramma voor jonge coureurs.
In 2016 reed Keszthelyi in de D-2000-categorie van de Central European Zone Trophy, waarin zij uitkwam in zowel het hoofdkampioenschap als het endurance-kampioenschap voor langeafstandsraces. In het hoofdkampioenschap begon ze het seizoen met twee tweede plaatsen, alvorens ze de resterende tien races won en zo kampioen werd in de klasse. In de endurance-categorie werden drie races gehouden, die zij allemaal winnend afsloot, waardoor zij ook in deze klasse de titel won.
In 2017 kwam Keszthelyi voor het eerst uit in een internationaal kampioenschap toen zij de overstap maakte naar de Audi Sport TT Cup. Na een reeks problemen aan het begin van het seizoen, verbeterde zij zich in de tweede helft van het jaar en behaalde twee achtste plaatsen op de Norisring en de Hockenheimring als beste raceklasseringen. Met 65 punten eindigde zij op de dertiende plaats in het kampioenschap.
In 2018 hield de Audi Sport TT Cup op te bestaan, waarop Keszthelyi overstapte naar de Audi Sport Seyffarth R8 LMS Cup. Zij kende een sterk debuutseizoen, waarin zij in haar eerste raceweekend op de Hockenheimring twee podiumplaatsen behaalde en hier op de Hungaroring een derde podiumfinish aan toevoegde. Met 129 punten werd zij tweede in de eindstand, terwijl ze het rookiekampioenschap wist te winnen.
In 2019 maakte Keszthelyi haar debuut in het formuleracing. Zij begon in het winterkampioenschap van de Aziatische Formule 3, waar zij in uitkwam voor het BlackArts Racing Team. In de seizoensopener op het Chang International Circuit behaalde zij met een achtste plaats haar beste klassering. Gedurende het seizoen zou zij nog viermaal punten scoren, waardoor zij dertiende werd in de eindstand met 13 punten. Aansluitend werd zij dat jaar geselecteerd als reservecoureur in het eerste seizoen van de W Series, een kampioenschap waar enkel vrouwen aan deelnemen. Vanwege een blessure van Emma Kimiläinen mocht zij deelnemen in de races op het Circuit Zolder en het Misano World Circuit Marco Simoncelli, waarin zij in de laatste race haar eerste punt behaalde met een tiende plaats. Vanaf de vierde race op de Norisring werd zij gepromoveerd tot vaste coureur, als vervanger van Megan Gilkes.